# Banksia lemanniana
Banksia lemanniana là một loài thực vật có hoa trong họ Quắn hoa, là loài bản địa Tây Úc. Loài này được Meisn. miêu tả khoa học đầu tiên năm 1852.
Loài cây này thường phát triển dưới dạng cây bụi mở hoặc cây nhỏ cao đến năm mét với lá răng cưa cứng chùm hoa treo bất thường. Hoa nở vào mùa hè, chồi màu xanh lục phát triển thành gai hoa hình bầu dục trước khi chuyển sang màu xám và nang thân gỗ lớn đặc trưng. Loài này hiện diện trong và ngay phía đông của vườn quốc gia sông Fitzgerald ở bờ biển phía nam của tiểu bang. Banksia lemanniana bị lửa rừng đốt cháy và tái sinh từ hạt giống.
Lần đầu tiên được mô tả bởi nhà thực vật học Thụy Sĩ Carl Meissner vào năm 1856, nó được đặt tên để vinh danh nhà thực vật học người Anh Charles Morgan Lemann. Không có phân loài được công nhận. Banksia lemanniana được phân loại là Không bị đe dọa theo Đạo luật bảo tồn động vật hoang dã ở Tây Úc. Không giống như nhiều ngân hàng Tây Úc, nó dường như có một số khả năng chống lại sự chết chóc từ Phytophthora cinnamomi sinh ra dưới đất, và là một trong những loài Tây Úc dễ trồng hơn trong canh tác.